# اویتیپانا
اویتیپانا (به لاتین: Ovitipana) یک منطقهٔ مسکونی در سری‌لانکا است که در استان جنوبی (سری‌لانکا) واقع شده‌است.